# Біруте Ціпліяускайте
Біруте Ціпліяускайте (лит. Birutė Ciplijauskaitė, нар. 11 квітня 1929 у Каунасі) — литовська літературознавиця і перекладачка.
Народилася в родині лікарів. Навчалася у Каунаській консерваторії; під час Другої світової війни залишила Литву. Закінчила Тюбінгенський університет у 1956 році, а згодом — Монреальський університет. Ціпліяускайте викладала іспанську в Університеті Вісконсин-Медісон з 1960 по 2000 рік, з 1968 року — професор. Здобула звання доктора наук з іспанської та французької мов у Коледжі Брин Мавр у 1960 році.
Була радником Lituanus.